# Фрідріхсгафен (аеропорт)
Аеропорт Фрідріхсгафен  (німецька Flughafen Friedrichshafen, (IATA: FDH, ICAO: EDNY)) — невеликий міжнародний аеропорт, розташований за 3 км на північ від Фрідріхсгафена, Німеччина, на березі Боденського озера.
Конференц-центр Messe Friedrichshafen знаходиться на північ від злітно-посадкової смуги аеропорту. Центр приймає щорічну європейську конференцію з загальної авіації AERO Friedrichshafen та інші конференції

## Опис
Аеропорт має один пасажирський термінал з сімома стійками реєстрації (A-G), а також крамниці та ресторани. Перон має сім місць авіастоянки, але немає телетрапів.
Поруч з терміналом розташований музей, присвячений німецькому авіавиробнику Dornier Flugzeugwerke.

## Авіалінії та напрямки
| Авіакомпанія      | Пункт призначення |
| ----------------- | --- |
| British Airways   | Дюссельдорф, Гамбург (з 14 січня 2019) Сезонний: Лондон-Гатвік |
| Corendon Airlines | Сезонний: Анталія |
| easyJet           | Сезонний: Лондон-Гатвік |
| Germania          | Фуертевентура , Гран-Канарія, Хургада, Тенерифе-Південний Сезонний: Анталія, Іракліон, Ібіца (з 3 травня 2019), Кайсері, Кос, Ольбія (з 18 травня 2019), Пальма-де-Мальорка, Родос, Варна |
| Lufthansa         | Франкфурт |
| Turkish Airlines  | Сезонний: Стамбул-Аеропорт |
| Twin Jet          | Тулуза |
| Wizz Air          | Скоп'є, Тузла |

## Статистика

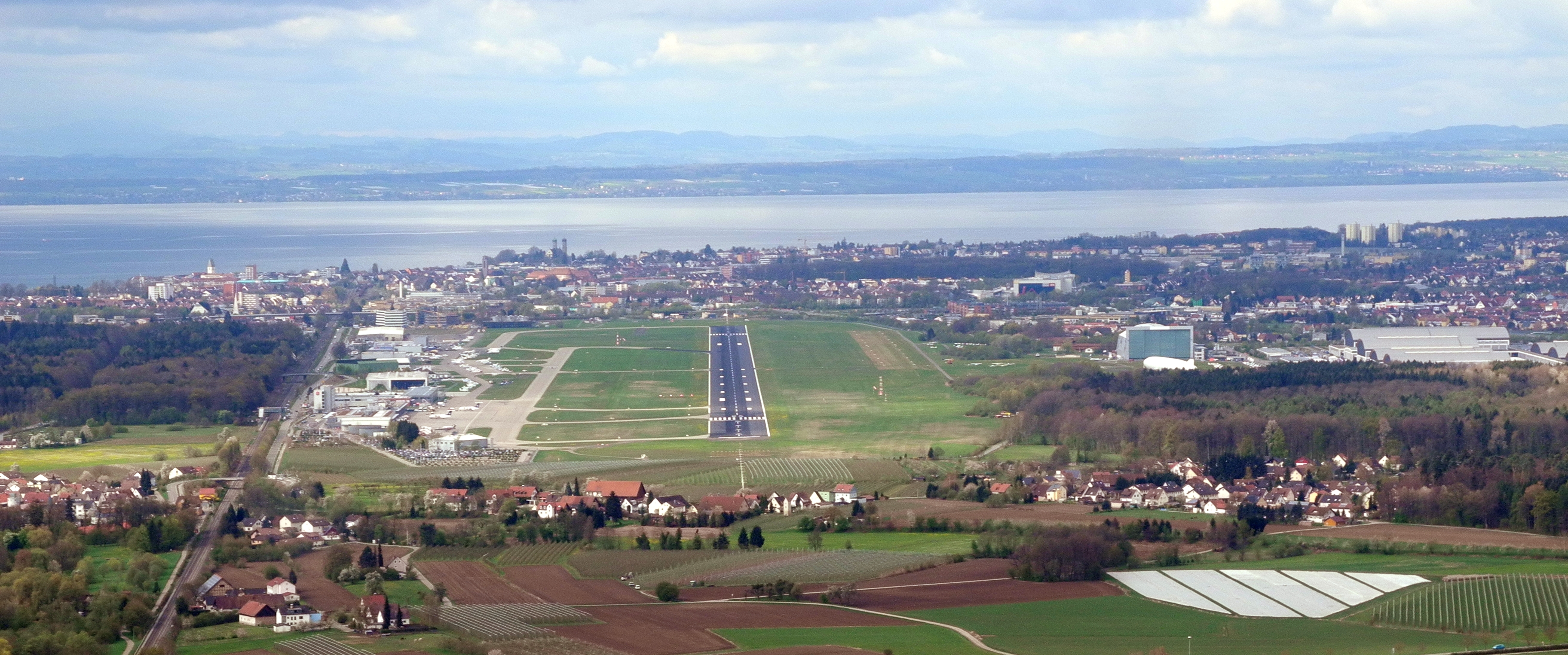
Вигляд з повітря аеропорту Фрідріхсгафен з Боденським озером на фоні

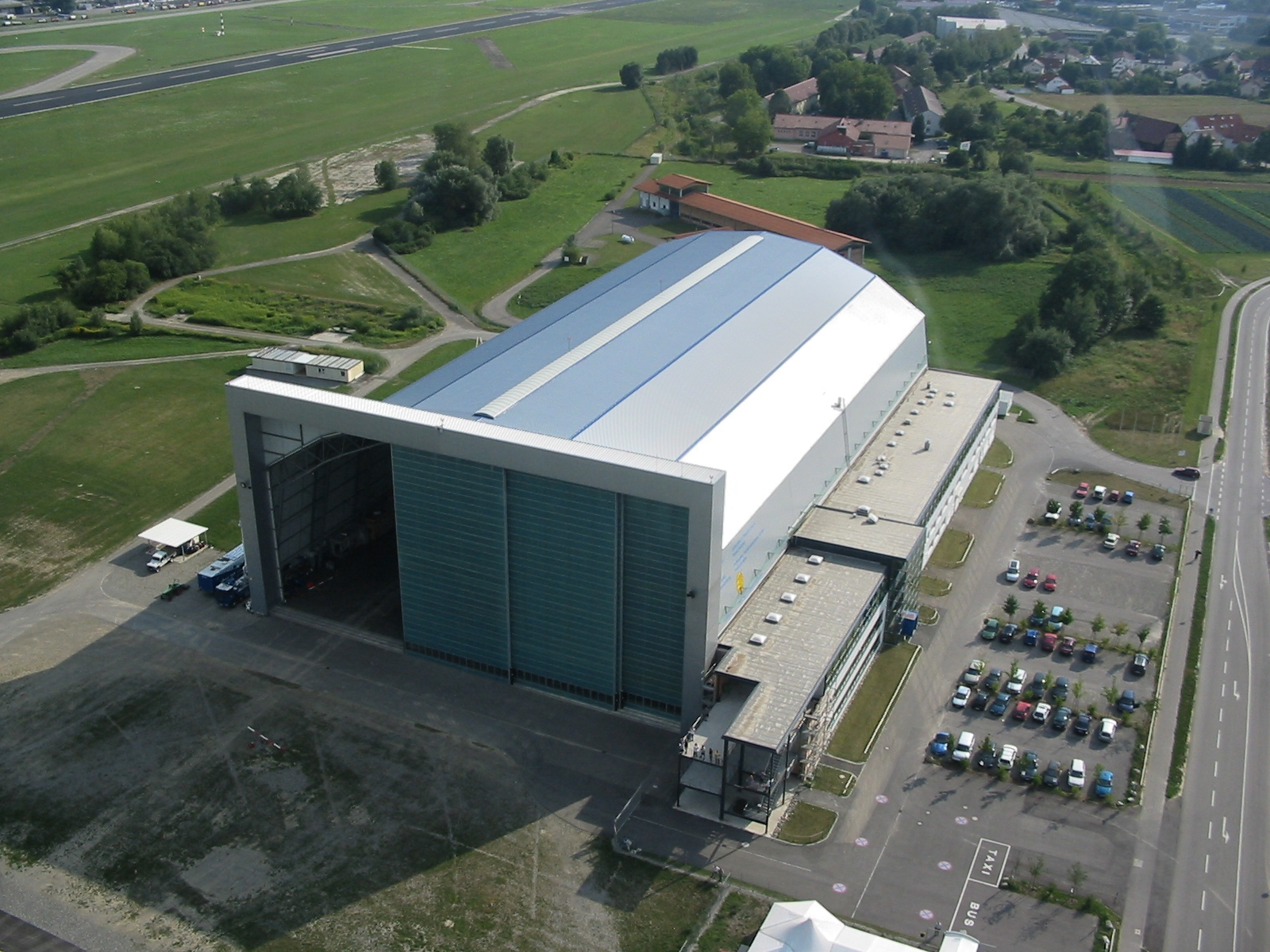
Елінг у аеропорту

| 2008        | 649,646   |
| 2009        | ▼ 578,484 |
| 2010        | ▲ 590,640 |
| 2011        | ▼ 571,709 |
| 2012        | ▼ 545,121 |
| 2013        | ▼ 536,029 |
| 2014        | ▲ 596,000 |
| 2015        | ▼ 559,985 |
| 2016        | ▼ 520,000 |
| 2017        | ▼ 517,299 |
| Source: ADV |           |